# Yongjiang (sockenhuvudort i Kina, Hunan Sheng, lat 25,89, long 111,59)
Yongjiang (kinesiska: 永江) är en sockenhuvudort i Kina. Den ligger i provinsen Hunan, i den södra delen av landet, omkring 290 kilometer sydväst om provinshuvudstaden Changsha. Antalet invånare är 3 766. Befolkningen består av 1 820 kvinnor och 1 946 män. Barn under 15 år utgör 16,0 %, vuxna 15-64 år 73 %, och äldre över 65 år 10,0 %.
Runt Yongjiang är det ganska tätbefolkat, med 100 invånare per kvadratkilometer. Närmaste större samhälle är Shangwujiang Yaozuxiang, 16,4 km öster om Yongjiang. I omgivningarna runt Yongjiang växer i huvudsak blandskog.
Genomsnittlig årsnederbörd är 1 966 millimeter. Den regnigaste månaden är april, med i genomsnitt 291 mm nederbörd, och den torraste är oktober, med 41 mm nederbörd.